# Fåborstmaskar
Fåborstmaskar (Oligochaeta) är en underklass av gördelmaskar med ungefär 4 000 arter. Bland dessa arter finns de flesta som i dagligt tal kallas maskar, såsom daggmask.
Majoriteten av arterna är mellan 2 cm och 4 m långa. Av dem lever de flesta i jord, några i sötvatten, och en enda art är vanlig i havstränder i den tropiska zonen runt jorden. Övriga är mikroskopiska, från ungefär 1 mm till några mm långa. Dessa mindre arter är mest vattenlevande (antingen sött eller salt), och endast familjen småringmaskar (Enchytraeidae) är landlevande.

## Familjer (urval)
- Glattmaskar (Tubificidae)
- Källmaskar (Lumbriculidae)
- Småringmaskar (Enchytraeidae)
- Svärdmaskar (Propappidae)
- Daggmaskar (Lumbricidae)
- Badrumsmaskar (Octochaetidae)
- Kräftmaskar (Branchiobdellidae)
- Naididae